# 格雅縣
格雅縣（Gaya district）是印度的一個縣，位於該國東北部，由比哈爾邦負責管轄，始建於1865年10月3日，面積4,976平方公里，2011年人口4,379,383，人口密度每平方公里880人。

## 外部連結
- Official Website of district
- Gaya Information Portal

24°45′N 85°00′E / 24.750°N 85.000°E